# Bandiți!
Bandiți! (titlu original: Bandits) este un film american romantic polițist de comedie din 2001 regizat de Barry Levinson. Rolurile principale au fost interpretate de actorii Bruce Willis, Billy Bob Thornton și Cate Blanchett.

## Prezentare
Doi hoți de bănci se îndrăgostesc de fata pe care au răpit-o.

## Distribuție
- Bruce Willis - Joe Blake
- Billy Bob Thornton - Terry Collins
- Cate Blanchett - Kate Wheeler
- Troy Garity - Harvey Pollard
- Brían F. O'Byrne - Darill Miller
- Stacey Travis - Cloe Miller
- Bobby Slayton - Darren Head
- January Jones - Claire
- Azura Skye - Cheri Woods
- Peggy Miley - Mildred Kronenberg
- William Converse-Roberts - Charles Wheeler
- Richard Riehle - Lawrence Fife
- Micole Mercurio - Sarah Fife
- Scott Burkholder - Wildwood Policeman
- Anthony Burch - Phil
- Sam Levinson - Billy Saunders
- Scout LaRue Willis - Monica Miller
- Tallulah Belle Willis - Erika Miller

## Coloană sonoră
1. "Gallows Pole" – Jimmy Page & Robert Plant
2. "Tweedle Dee & Tweedle Dum" – Bob Dylan
3. "Holding Out for a Hero" (scris de Jim Steinman) – Bonnie Tyler
4. "Twist in My Sobriety" – Tanita Tikaram
5. "Rudiger" – Mark Knopfler
6. "Just Another" – Pete Yorn
7. "Walk On By" – Aretha Franklin
8. "Superman (It's Not Easy)" – Five for Fighting
9. "Crazy 'Lil Mouse" – In Bloom
10. "Just the Two of Us" – Bill Withers & Grover Washington Jr.
11. "Wildfire" – Michael Martin Murphey
12. "Total Eclipse of the Heart" (scris de Jim Steinman)  – Bonnie Tyler
13. "Bandits Suite" – Christopher Young
14. "Beautiful Day" - U2
15. "Kill The Rock" - Mindless Self Indulgence